# Dédé Fortin
Dédé Fortin   (Saint-Thomas-Didyme, 17 de novembre de 1962 - Montreal, 8 de maig de 2000) fon un músic francòfon quebequés: cofundador del grup Les Colocs, amb els quals guanyà quatre premis Félix, Dédé esdevingué un dels majors representants de l'escena musical durant la dècada del 1990.

## Biografia
El que feia deu d'onze germans, André Fortin nasqué a l'hospital de Dolbeau i visqué al caminal de Saint-Henri de Saint-Thomas-Didyme fins als huit anys, quan es mudà junt amb la seua família a un poble veí, Normandin; de malnom Tetou, durant la secundària ell i un amic passaren quatre mesos d'intercanvi estudiantil en Alberta, on Dédé començà a tocar la guitarra per als companys.
Al començament de la dècada de 1980 es traslladà a Mont-real per a fer estudis de cinema, primer al Cégep del Vieux Montréal i tot seguit en la Universitat de Mont-real; el 1985 començà a treballar com a realitzador en programes de televisió com Surprise sur prise, 100 Limites o el butlletí informatiu Télé-Métropole, alhora que tocava la bateria (instrument) en el grup Les Sneakers; el 1989 protagonitzà en el videoclip Liberer le trésor de Michel Rivard; llavors Dédé compartia un loft amb Louis Léger en el 2116 de Saint-Laurent Blvd, on fundà Les Colocs («els collogaters») junt amb l'harmoniciste Patrick Esposito Di Napoli, al qual s'anaren afegint la resta de membres fundadors: Serge Robert al baix, el bateria Jimmy Bourgoing i el multiinstrumentiste Mike Sawatzky, els quals enregistraren llur primer disc, homònim, al pis compartit,
Per a Dédé, el grup era un col·lectiu que comprenia tant els músics com els artistes visuals com els muntadors d'escenari.

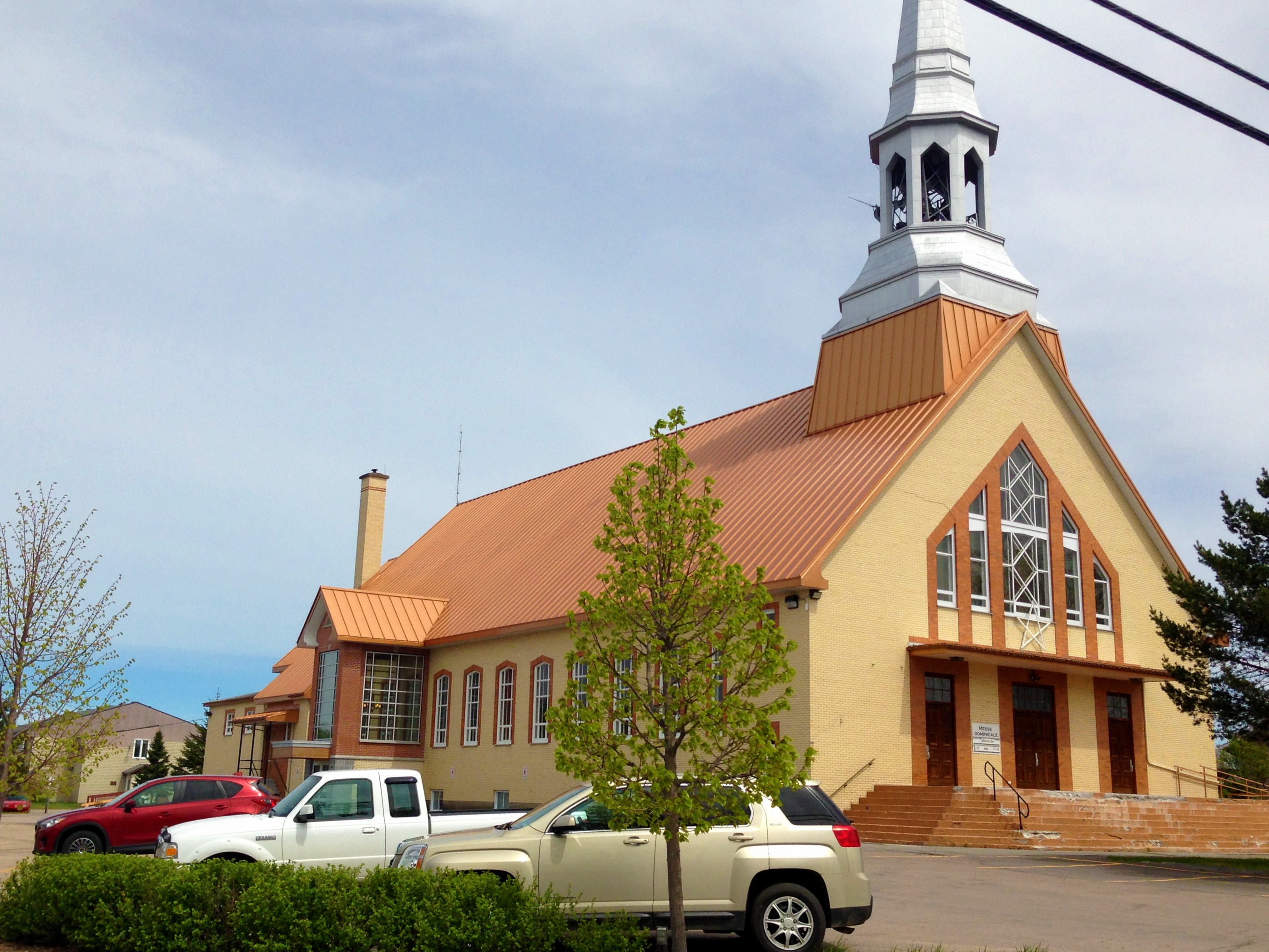
Saint-Thomas-Didyme (2016)
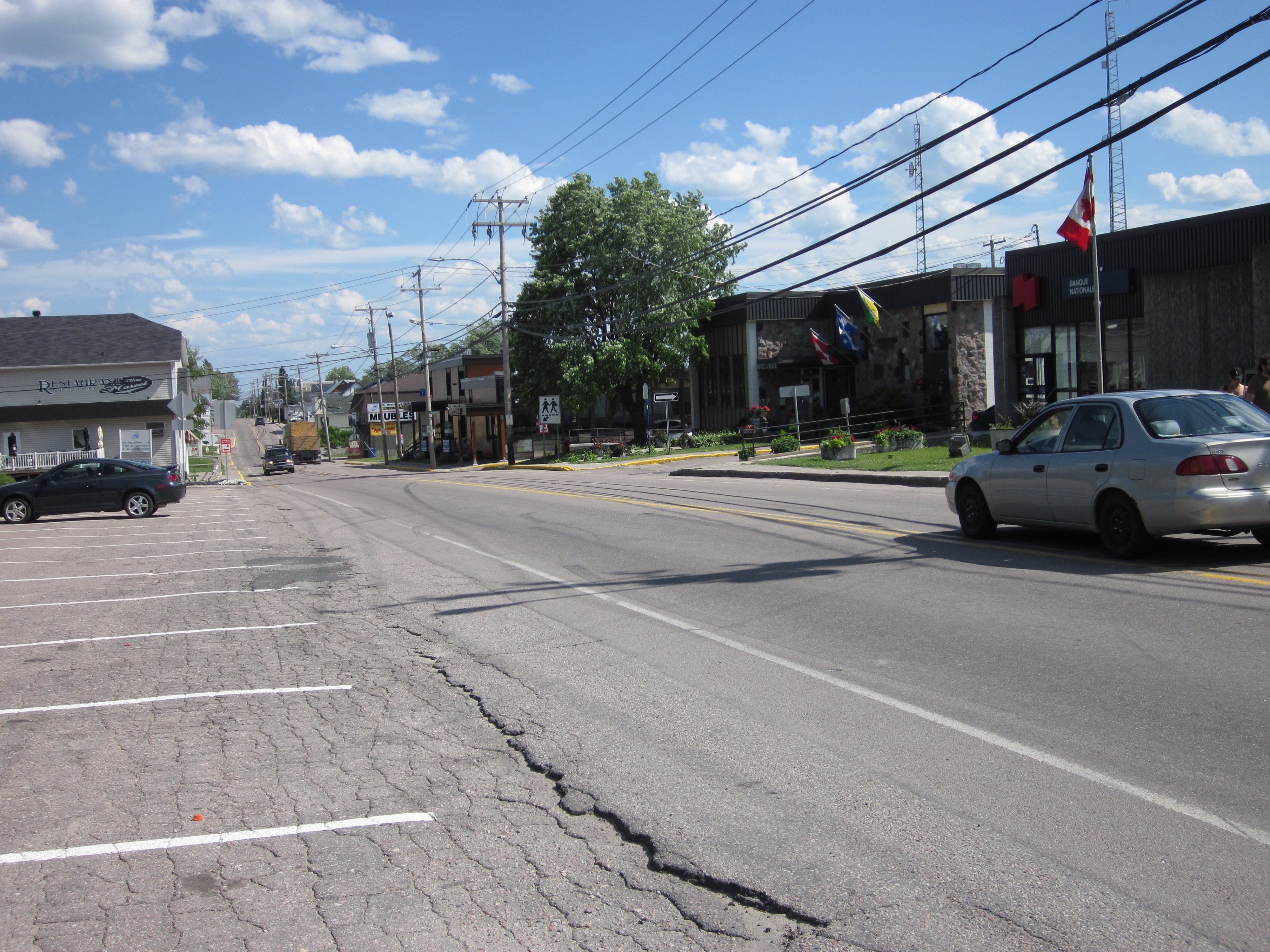
La rue principale (Normandin)
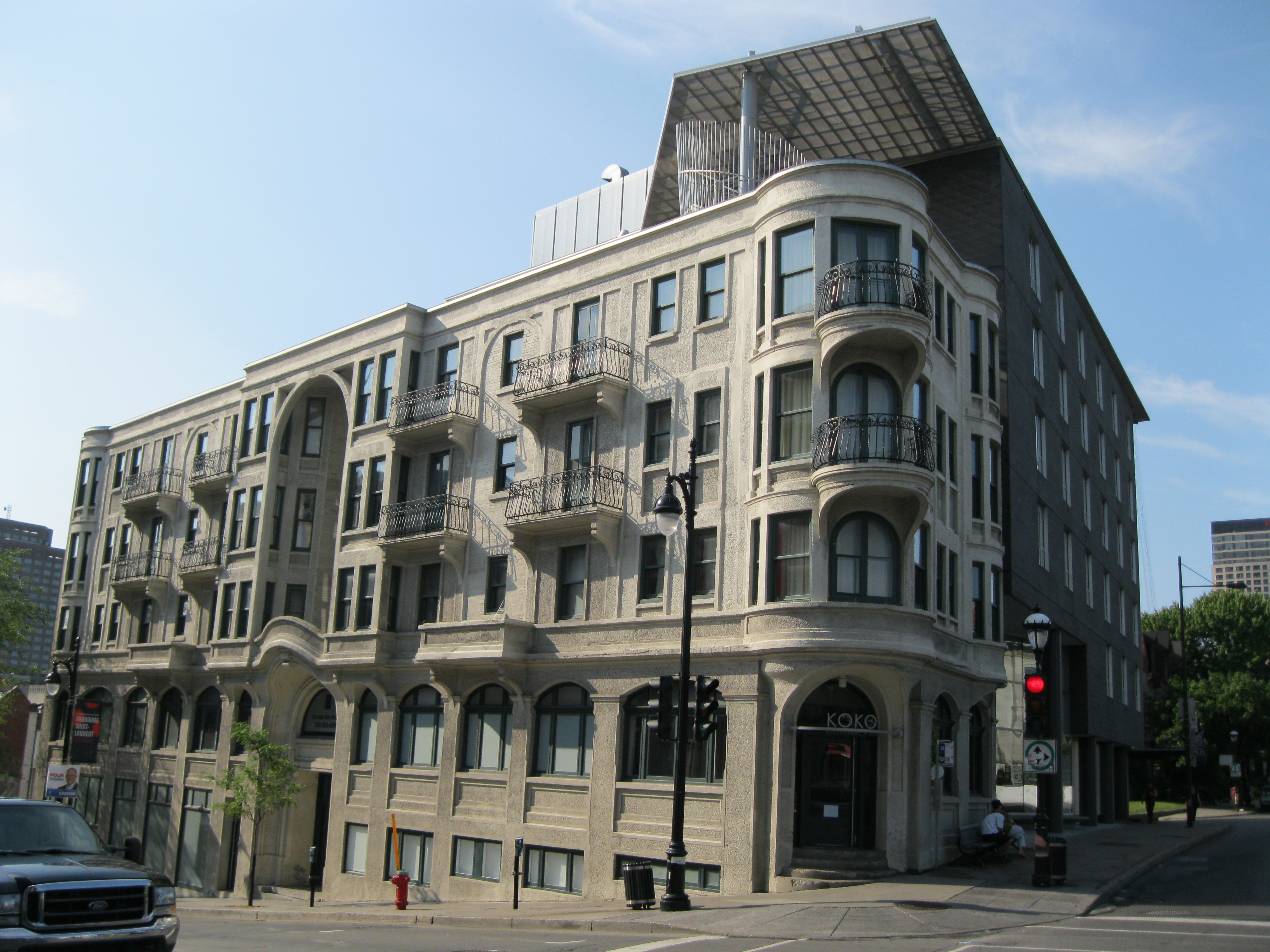
Bvd. Saint-Laurent, 2116
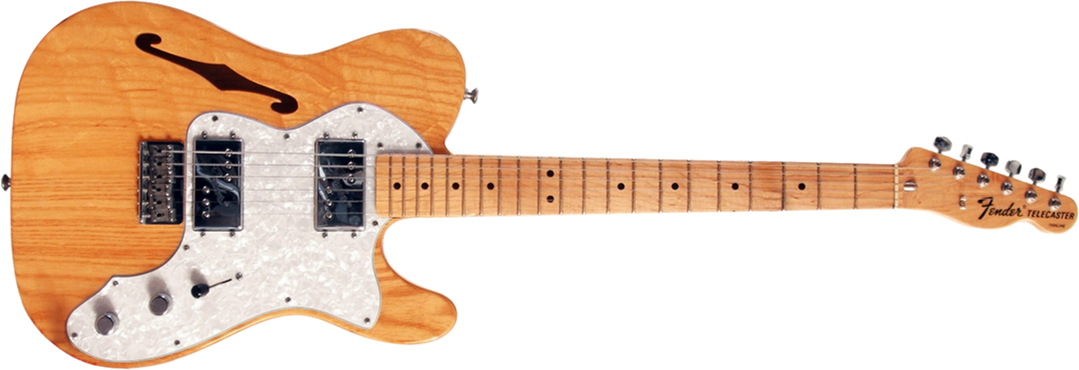
Una Thinline 72

L'any 1994, l'ajuntament de Saint-Thomas-Didyme el nomenà ambaixador d'honor del municipi.
Si bé els Colocs eren coneguts per la seua fusió d'estils amb lletres de Dédé sobre l'enyor de la ruralitat en "La rue principale", la pobrea en "Passe-moé la puck" o la dependència emocional en "Juste une p'tite nuite" i el seu compromís personal amb el sobiranisme quebequés, el tercer àlbum (Dehors novembre, 1999) va ser producte d'un procés marcat per la mort de Di Napoli el 1994, la pèrdua del referèndum sobre la independència del Quebec el 1995, el canvi de membres del grup i el trencament de relacions sentimentals que acabà un any més tard amb el suïcidi per seppuku de Fortin.
Mort
El cadàver de Dédé es trobà el 10 de maig del 2000: en un principi s'especulà amb l'assassinat, però l'anàlisi forense deixà clar que s'havia suïcidat, però no de la manera més efectiva: «La víctima no ha triat una manera senzilla i ràpida d'acabar amb la seua vida. Degué patir molt abans de morir-se.» Dédé era una persona solitària —fins i tot es feia el café al bar a soles i baixava amb un plat al restaurant italià del baix de sa casa per a pujar-se el sopar— i havia tingut dificultat per a recuperar-se del trencament de la seua última relació, però no deixà cap nota de suïcidi; els seus pares, Albert (llavors amb huitanta-un anys) i Gisèle (setanta-sis), se n'assabentaren pel telenotícies la nit de la troballa.
Homenatges pòstums
Cinc anys després, el 15 d'agost del 2005, el ple de l'ajuntament de Saint-Thomas-Didyme acordà rebatejar el caminal Saint-Henri, que empalma amb el carrer Saint-Cyrille de Normandin, com a cami Dédé-Fortin.

Cartell del llargmetratge (2009)

L'any 2009 s'estrenà la pel·lícula biogràfica Dédé à travers les brumes, amb el raper Sébastien Ricard en el paper de Dédé.
La seua ex parella, Nicole Bélanger, envià una carta als mitjans en la qual refusava la representació de Fortin, «despullat del seu accent de Lac-Saint-Jean», alhora que citava sengles passatges de les cançons "Maudit que le Monde est beau!" i "Passe-moé la puck" per a denunciar «els mercaders del temple que venen a ballar sobre la tombe mentre es repartixen el botí.»
L'any 2015, la família donà dos de les poques guitarres que havia tingut Dédé al Musée de la civilisation de Québec: la guitarra acústica «de batalla» sense marca que utilitzava per a compondre i la seua guitarra elèctrica preferida, una còpia japonesa de la Fender Telecaster Thinline 72, datada entre 1994 i 1995, que Dédé utilitzà d'eixos anys ençà per a gravar i per als concerts, en els quals solia llançar-la al vol per a què el pipa, Carlos Camacho, l'empomara.
El pis on visqué entre 1991 i 1998 esdevingué una suite d'hotel, amb un preu per nit entre 499 i 599 dòlars canadencs: l'any 2017, l'empresa propietària, Hôtel 10, publicà una postal manuscrita per Dédé poc després de tornar d'un viatge al Brasil en febrer del 2000, adreçada a l'alumnat d'una escola que li havien versionat la cançó "Tassez-vous de d'là", però mai l'aplegà a enviar; un de sons germans, Réal, la dugué en mà a l'escola a títol pòstum.
La direcció de l'escola anuncià que buscava la gravació de la cançó i que volia interpretar-la de nou amb l'alumnat actual; els antics alumnes s'afegiren a la busca en les xàrcies socials.
El 2018, Cirque du Soleil estrenà l'espectacle Juste une p'tite nuite amb música dels Colocs i dedicat a la memòria de Fortin: la família cedí les veus de Dédé de les gravacions originals per al xou i acudí a l'estrena a Trois-Rivières, a l'eixida de la qual es mostrà molt satisfeta amb el resultat; a propòsit de la presència de la veu de son germà, Réal declarà: «això confirma que els Colocs és l'obra de Dédé».
El 2019, els altres membres del grup, encapçalats per Gagné i Sawatzky, mamprengueren un micromecenatge de cinquanta mil dòlars per a demandar Réal per a què deixara d'acosar-los per l'ús del nom de Les Colocs, que aquell havia registrat el 2011; per l'altra banda, Julie Fortin, neboda d'André i Réal, se situà a favor del grup.
Réal els respongué amb un comunicat on declarava la seua bona voluntat respecte a la gestió dels drets sobre l'obra i el nom de Dédé i acusà els Colocs de mentir sobre el permís d'interpretació de les seues cançons —gestionat per la SoCan—, de les quals n'exigia un 2%, a repartir entre la Fundació Dédé Fortin i els germans de l'artiste.

## Discografia
| • Les Colocs (1993) |
| --- |
| (Records) 1. Dédé 2. La rue principale 3. Passe-moé la puck 4. Mauvais caractère 6. La traversée 8. Maudit qu'le monde est beau 9. Juste une p'tite nuite 10.Julie |

| • Atrocetomique (1995) |
| --- |
| (Records) Disc d'estudi 1. La chanson du Scorpion 2. Bonyeu 3. La p'tite bebitte 5. J'ai pas compris 6. Atrocetomique 7. On va crever en attendant l'été (ou l'hiver) 9. Hého 12.Prends tes bagages Disc en directe 1. Julie 3. La rue principale 4. Dédé 7. Juste une p'tite nuite 8. Maudit qu'le monde est beau 9. Mauvais caractère 10. La traversée 11. Passe-moé la puck 12. Le pouding à l'arsenic |

| • Dehors novembre (1998) |
| --- |
| (Records) 1. Belzébuth 2. Pis si ô moins 3. Tassez-vous de d'là 5. Le Répondeur 6. Tout seul 8. Tellement longtemps 9. Dehors novembre |

Pòstumament, dos cançons interpretades per Dédé foren incloses en sengles recopilatoris: "Mauvais caractère" en Festival International de la Chanson de Granby: 30e Anniversaire i "J'suis snob", de Boris Vian, en el triple disc de tribut La zizique.

## Videografia
El maig de 1985 Dédé fon un dels tres fundadors de la productora Les Productions Perfo 30, que s'encarregà de rodar trenta-dos videoclips durant l'agost del mateix any amb un pressupost de cinquanta mil dòlars, estrenats el 9 de novembre en l'esdeveniment Colorbar, 30 vidéoclip de Montréal a la sala Spectrum (Mont-real); per als videoclips de La rue principale i Julie, Dédé s'encarregà personalment de realitzar tot el procés, inclòs el rodatge en stop motion; el 2001, Dédé rebé un homenatge pòstum en el festival Rendez-vous du cinéma Québécois.
- Libérer le trésor (1987): videoclip per a Michel Rivard
- Chasseur de robots (1988): actor i guioniste
- Terreur dans le Chinatown (1994): curt protagontizat pels Colocs[17]

Les Colocs
- Dédé (1992)
- La rue principale (1993)
- Passe-moé la puck (1994): videoclip[18]
- Julie (1992)
- La P'tite Bebitte (inèdit)